# Вонданское сельское поселение
Вонда́нское се́льское поселе́ние — муниципальное образование в составе Даровского района Кировской области России.
Центр — село Вонданка.

## История
Вонданское сельское поселение образовано 1 января 2006 года согласно Закону Кировской области от 07.12.2004 № 284-ЗО.

## Население
| 2010 | 2012 | 2013 | 2014 | 2015 | 2016 | 2017 |
| ---- | ---- | ---- | ---- | ---- | ---- | ---- |
| 473  | ↘441 | ↘424 | ↘394 | ↘352 | ↘330 | ↘305 |
| 2018 | 2019 | 2020 | 2021 |      |      |      |
| ↘291 | ↘274 | ↘244 | ↘191 |      |      |      |

## Состав
В состав поселения входят 13 населённых пунктов (население, 2010):
| - село Вонданка — 328 чел.; - деревня Большая Горка — 9 чел.; - деревня Гурята — 0 чел.; - деревня Жениховы — 0 чел.; - деревня Коноваловы — 63 чел.; - деревня Масловы — 4 чел.; - деревня Пашковы — 0 чел.; | - деревня Перминовы — 0 чел.; - деревня Савята — 40 чел.; - деревня Соколовы — 1 чел.; - деревня Тельнята — 26 чел.; - деревня Черепановы — 2 чел.; - деревня Швечата — 0 чел. |